# 沙法爾彭山

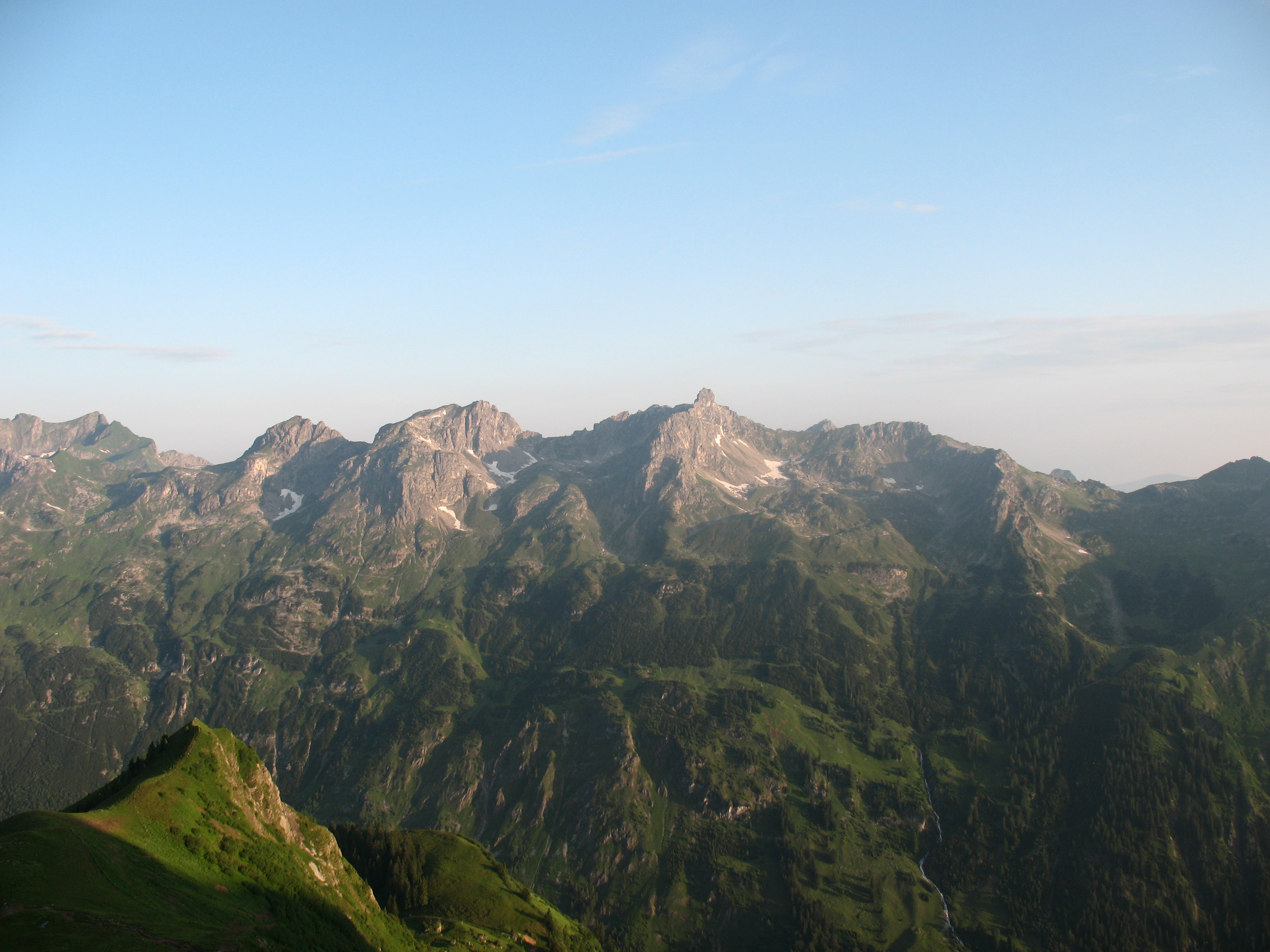

沙法爾彭山（德語：Schafalpenköpfe），是中歐的山峰，位於德國和奧地利接壤的邊境，屬於阿爾高阿爾卑斯山脈的一部分，距離柏林600公里，海拔高度2,320米，每年平均降雨量1,730毫米。